# André Onana
André Onana (* 2. April 1996 in Nkol Ngok, Centre) ist ein kamerunischer Fußballtorwart. Er steht in Diensten von Manchester United und ist Nationalspieler.

## Karriere

### Vereine
Onana begann seine Karriere in der Samuel Eto’o Academy in Douala. 2010 wurde er vom FC Barcelona verpflichtet und gehörte fünf Jahre lang der Jugendakademie La Masia an. Als A-Jugendlicher bestritt er in der Saison 2014/15 alle sechs Spiele der Gruppe F in der UEFA Youth League.
2015 wurde er für 150.000 Euro von Ajax Amsterdam verpflichtet und mit einem bis zum 30. Juni 2018 gültigen Vertrag ausgestattet. Dieser wurde zwischenzeitlich bis 2022 verlängert. Nachdem er in der Zeit vom 9. Februar 2015 (24. Spieltag) bis 12. August 2016 (2. Spieltag) 39 Ligaspiele für Jong Ajax, der zweiten Mannschaft der Amsterdamer in der Eerste Divisie, der zweithöchsten Spielklasse in den Niederlanden, bestritten hatte, gab er am 20. August 2016 (3. Spieltag) bei der 1:2-Niederlage der ersten Mannschaft im Heimspiel gegen Willem II Tilburg sein Debüt in der Eredivisie. Am 5. Februar 2021 wurde Onana wegen eines Dopingvergehens für 12 Monate von der UEFA gesperrt. Zu Beginn der Saison 2022/23 wechselte der Torhüter ablösefrei zu Inter Mailand und unterschrieb einen Vierjahresvertrag bis 2027.
Im Sommer 2023 wechselte er für rund 55 Millionen Euro zu Manchester United als Nachfolger von David de Gea und unterschrieb einen Vertrag bis 2028.

### Nationalmannschaft
Sein Debüt in der Nationalmannschaft Kameruns bestritt er am 6. September 2016 in Limbe beim 2:1-Sieg im Test-Länderspiel gegen die Nationalmannschaft Gabuns. Mit der kamerunischen Nationalmannschaft konnte er sich erfolgreich für die Weltmeisterschaft 2022 qualifizieren. Bei dieser wurde er vor dem ersten Spiel suspendiert und absolvierte kein Spiel. Im Anschluss an die WM gab Onana seinen Rücktritt aus der Nationalmannschaft bekannt. Weniger als ein Jahr später gab er sein Comeback in der Nationalmannschaft.

## Titel
Ajax Amsterdam
- Niederländischer Meister: 2019, 2021, 2022
- Niederländischer Pokalsieger: 2019, 2021
- Niederländischer Superpokalsieger: 2019

Inter Mailand
- Italienischer Superpokalsieger: 2022

Manchester United
- Englischer Pokalsieger: 2024